# Центральний міський парк Вінниці
Центра́льний міськи́й парк Ві́нниці ім. М. Леонтовича (до 2022 року Центральний Парк культури і відпочинку ім. Горького, ЦПКіВ ім. Горького) — парк-пам'ятка садово-паркового мистецтва загальнодержавного значення у Вінниці, розташований у центрі міста, традиційне місце відпочинку багатьох вінничан і гостей міста.

## Загальна інформація
Центральний міський парк ім. М. Леонтовича  розташований у середмісті Вінниці — між вулицями Соборною і Магістратська і Хмельницьким шосе.
Парк заснований у 1936 році. Його площа становить 40 га[коли?].
На території парку розташовані численні пам'ятники (М. Горькому біля центрального входу, воїнам-афганцям, січовим стрільцям, загиблим міліціонерам), а також «Алея славетних земляків», працюють об'єкти дозвілля і відпочинку: кіноконцертний зал «Райдуга», стадіон, ковзанка, міський планетарій, численні атракціони й ігрові автомати.
За понад 70-літню історію існування парк завжди був місцем святкувань як загальнодержавних, так і місцевих/міських подій і свят. Гарною традицією стало проведення тут народних гулянь та свят, зараз, зокрема, на День міста, День Перемоги, День Незалежності тощо.

## Історія

### Дорадянський період
Парк був створений на основі дубово-грабового масиву, який відмежовував західну околицю тогочасної Вінниці від земель магнатів Грохольських (П'ятничани), а також межував з вузькою ділянкою нещільних захоронень (до 5 га в дубовій діброві) польского римо-католицького цвинтаря і смужкою садиб.

### Радянський період до 1946 року
Парк закладено у 1936 році.

#### Вінницька трагедія
Основна стаття: Вінницька трагедія

Пам'ятний хрест жертвам сталінських репресій у парку

У 1937–1941 роках співробітники НКВС проводили масові розстріли українського та польського населення у дворі будинку, що межував із парком, та ховали розстріляних на території парку в масових могилах. Вже за часів незалежності України проведено розслідування злочинів радянської влади, в ході якого загальна кількість ексгумованих тіл сягнула близько 10 тисяч.
Під час німецької окупації у період Німецько-радянської війни парк було вщент зруйновано. Темні сторінки недалекого минулого в Радянському Союзі були огорнуті тотальною мовчанкою.
24 січня 1945 року після звільнення міста радянськими військами парк відновлює свою роботу.

### Радянський період після 1946 року
Автором Генерального плану з повоєнної реконструкції парку та проєкту побудови Літнього театру у 1946—1947 рр. був архітектор Костянтин Бірюков.
Автором проєкту головного вхідного ансамблю з боку пл. Гагаріна (Вінницька арка) у 1965—1967 р.р. був архітектор Роман Мархель.
Активна культурно-просвітницька робота парку, турбота про організацію відпочинку вінничан призвели до того, що 1969 року наказом Міністерства культури УРСР парк став методичним центром 4 областей і отримав назву «Центральний». За змістовну культурно-масову, фізкультурно-оздоровчу роботу, рівень благоустрою парк неодноразово нагороджувався пам'ятними знаменами, вимпелами, дипломами, медалями і грамотами. Так, у 1986—89 роках парку присуджувався Перехідний червоний прапор Міністерства культури СРСР, який було довічно передано парку. У 1986 році колектив парку було нагороджено Почесною грамотою Президії Верховної Ради України до 50-річчя від дня заснування парку. Протягом 40 років своїми виступами прикрашав усі загальноміські свята та урочистості ансамбль «Мелодія» при Парку (у Літньому театрі).

### Парк в часи незалежності
За часів незалежності (після 1991 року) по роках шоково-економічної терапії 1990-х років, що позначилось на парку запустінням через брак коштів для підтримання його в належному стані, наприкінці 1990-х — у 2000-х Парк ім. Горького знову набув статусу центральної зони дозвілля і відпочинку вінничан і гостей міста, полагоджено і відновлено роботу атракціонів, споруджено нові пам'ятки, відкрилися нові заклади харчування (ресторан «Європа»), а всередині 2008 року на території парку відкрито ковзанку зі штучним покриттям критого типу «Льодовий клуб».
31 серпня 2014 року вінницька ГО «Кресов'яци» при підтримці Консульства РП та громади міста відкрила на вцілілій каплиці залишків католицького кладовища (південно-східної частини парку) дві меморіальні таблиці.
Сьогодні важко уявити місто без цього чудового парку. Він завжди гарний — в літньому, молодому вбранні зеленого листя і залитий золотим промінням весняного сонця, або в сяйві іскристих наметів снігу, чи то в жовтогарячих кольорах осені. Вінничани протягом декількох поколінь по праву пишаються своїм неповторним зеленим оазисом у самому центрі міста, що є прекрасним місцем відпочинку і розваг.

## Рослинність
Центральний міський парк Вінниці знаходиться на території Літинського геоботанічного району дубових, грабово-дубових і дубово-соснових лісів. Площа грабово-дубових та грабових лісів є незначною. Дубові ліси представлені класами асоціацій дубових лісів крушинових, ліщинових, татарськокленових, свидинових. У парку переважають лісовий (займає понад 50 % від озелененої площі) та регулярний (близько 30 %) типи садово-паркових ландшафтів. Існуючі насадження лісового типу ландшафту парку створені на базі корінної діброви (Querceta roboris) й збереглися донині, проте підлісок дуже змінився, з'ясувати клас асоціацій корінного лісу зараз складно.
Дуб черешчатий переважає на 2,75 га (13,3 % від озелененої площі). Це наймальовничіші ділянки парку. На незначних за площею ділянках переважають супутники дуба — ясен звичайний і липа серцелиста. На більшій частині території не домінує жоден вид (тут зростають граб звичайний, клен польовий, клен звичайний, ясен звичайний, дуб черешчатий тощо), тобто це колишня діброва, з якої видалено багато дубів.

## Галерея
Вікісховище має мультимедійні дані за темою: Центральний міський парк Вінниці

Вхід до парку з боку вул. Грушевського
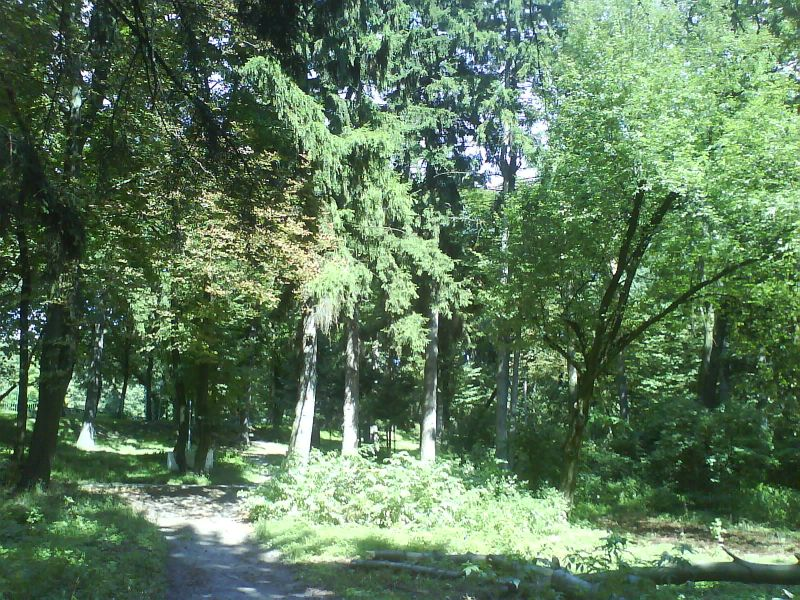
Центральний міський парк Вінниці
Хатинки для птахів
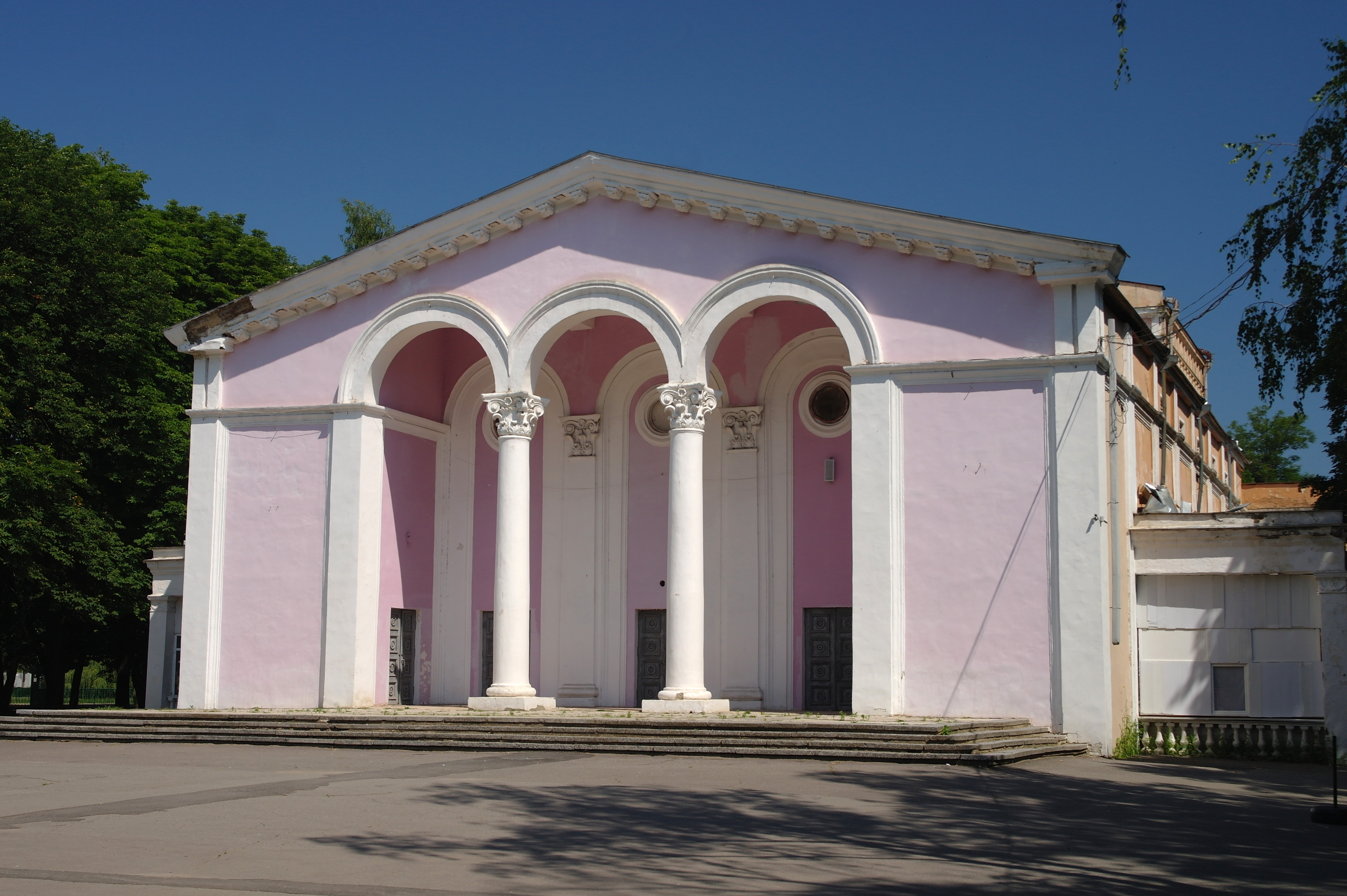
Літній театр, архітектор К. О. Бірюков, 1946—1947
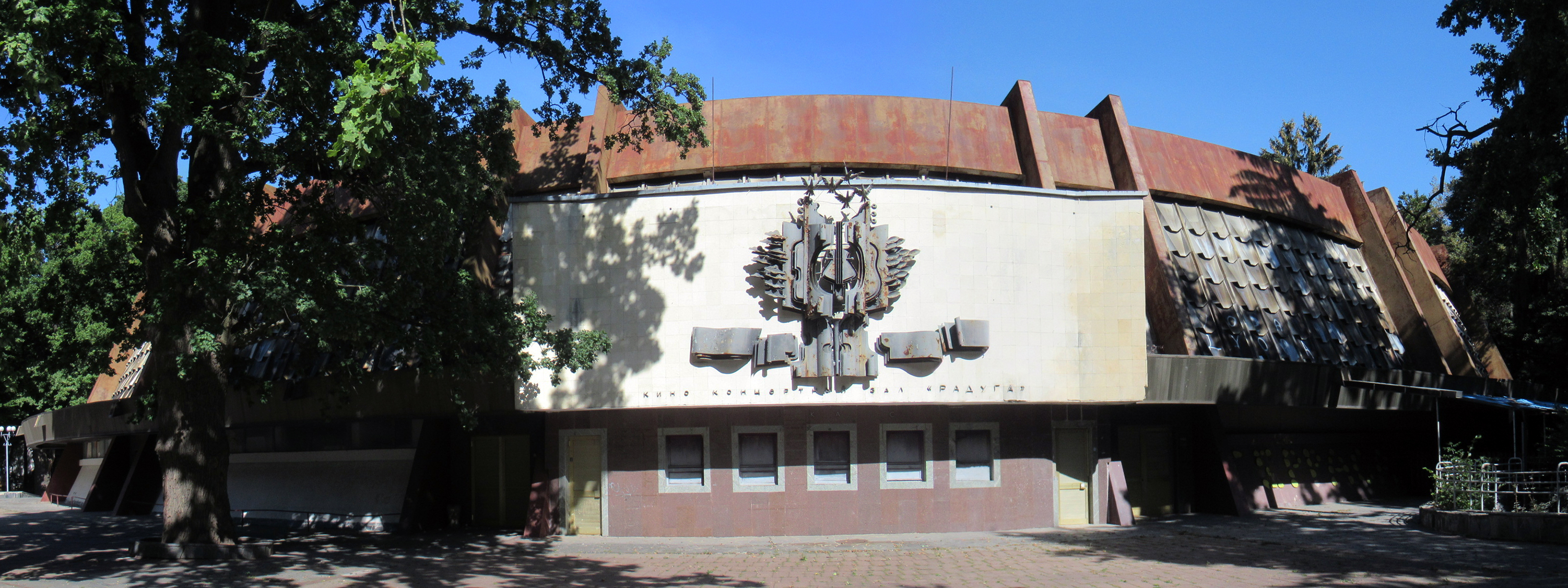
Концертний зал «Райдуга»
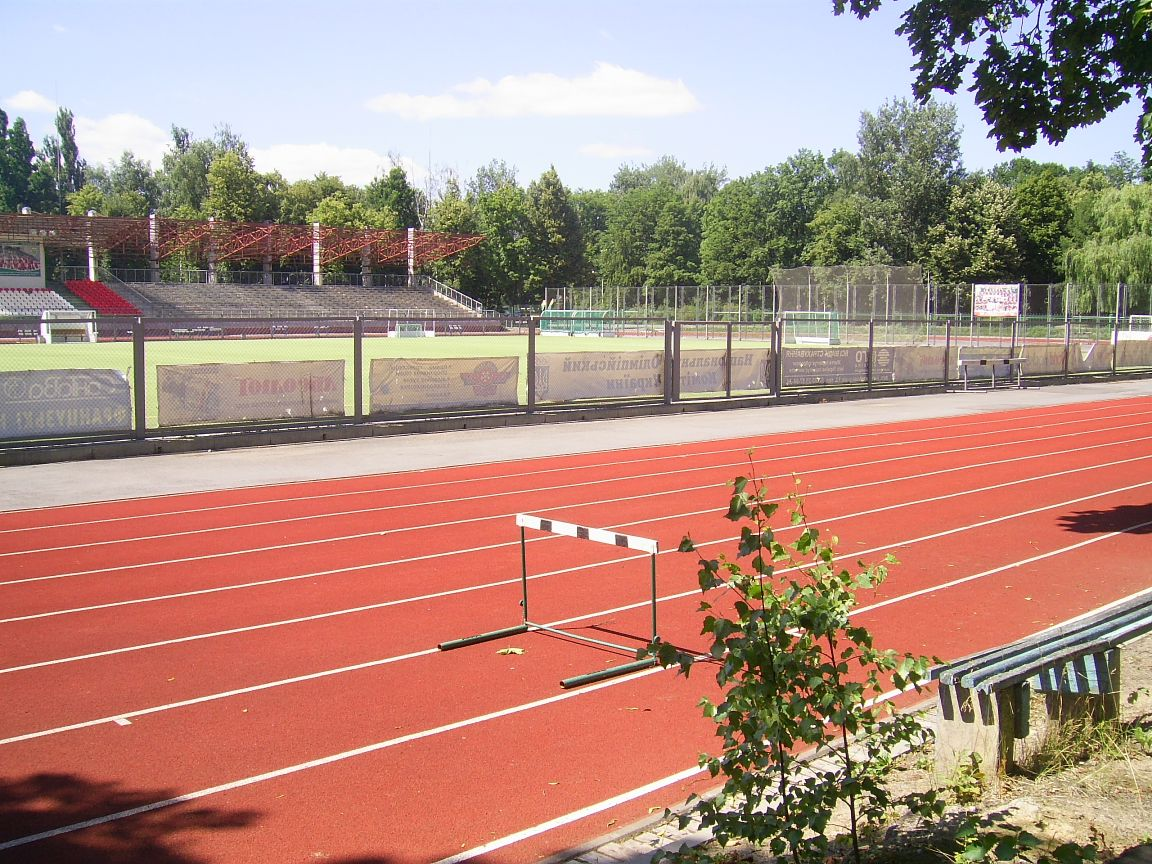
Стадіон для хокею на траві
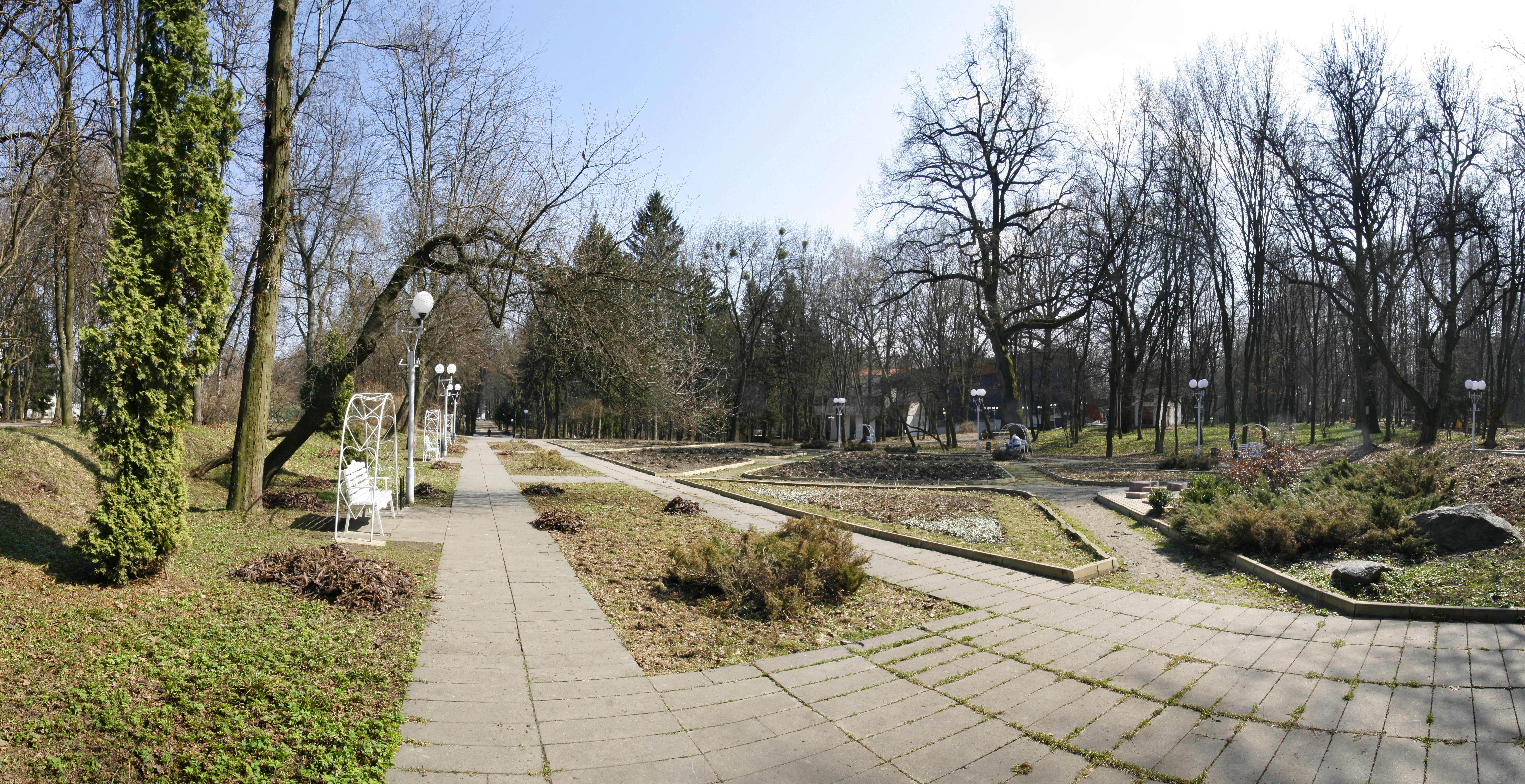
Алея закоханих
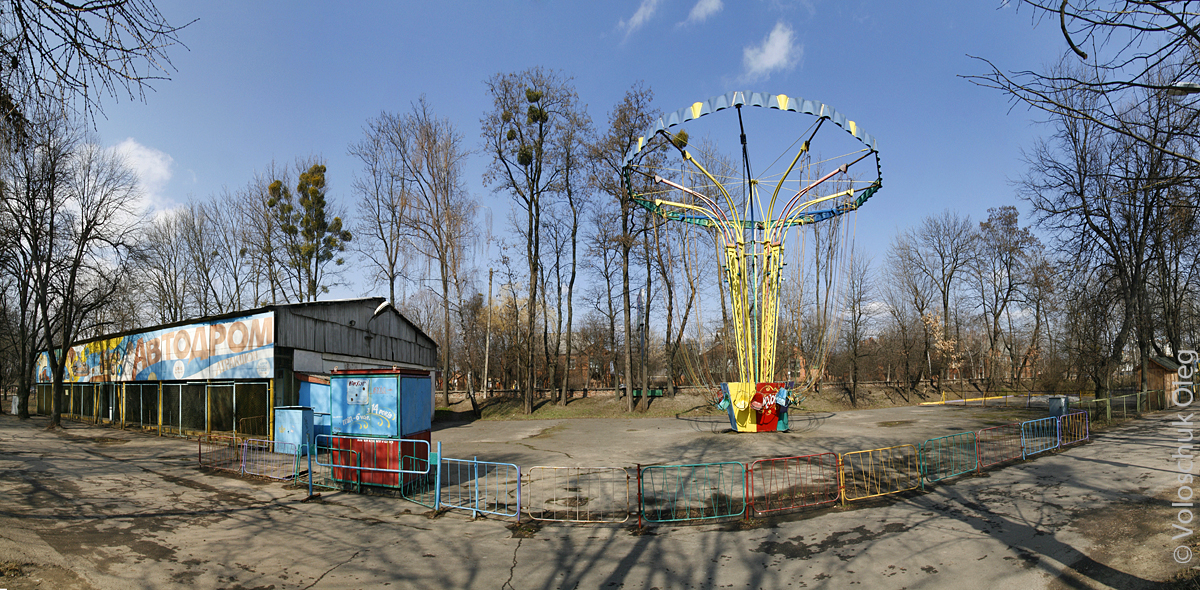
Атракціони
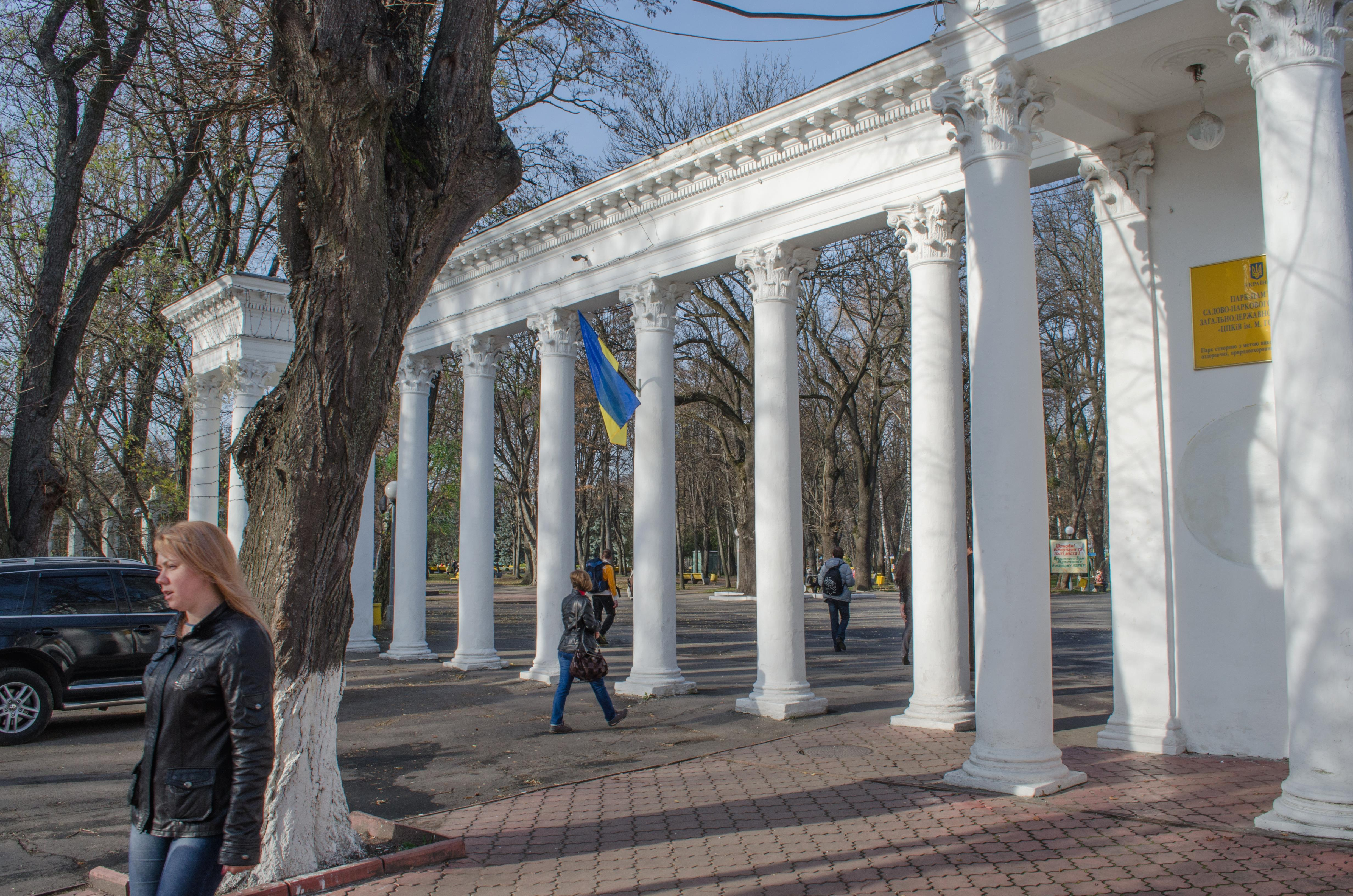
Вхід з вулиці Хлібної
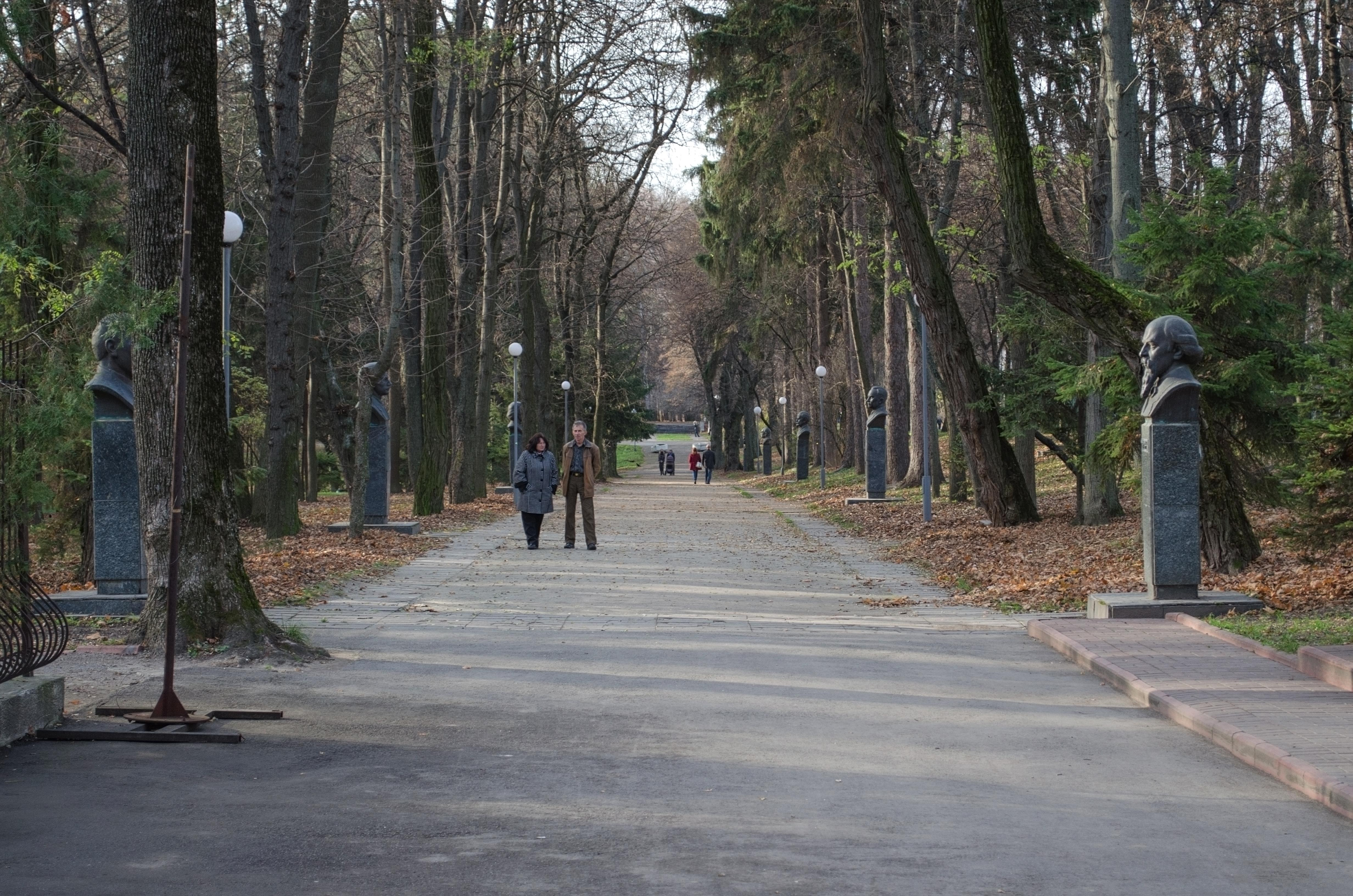
Алея славетних земляків
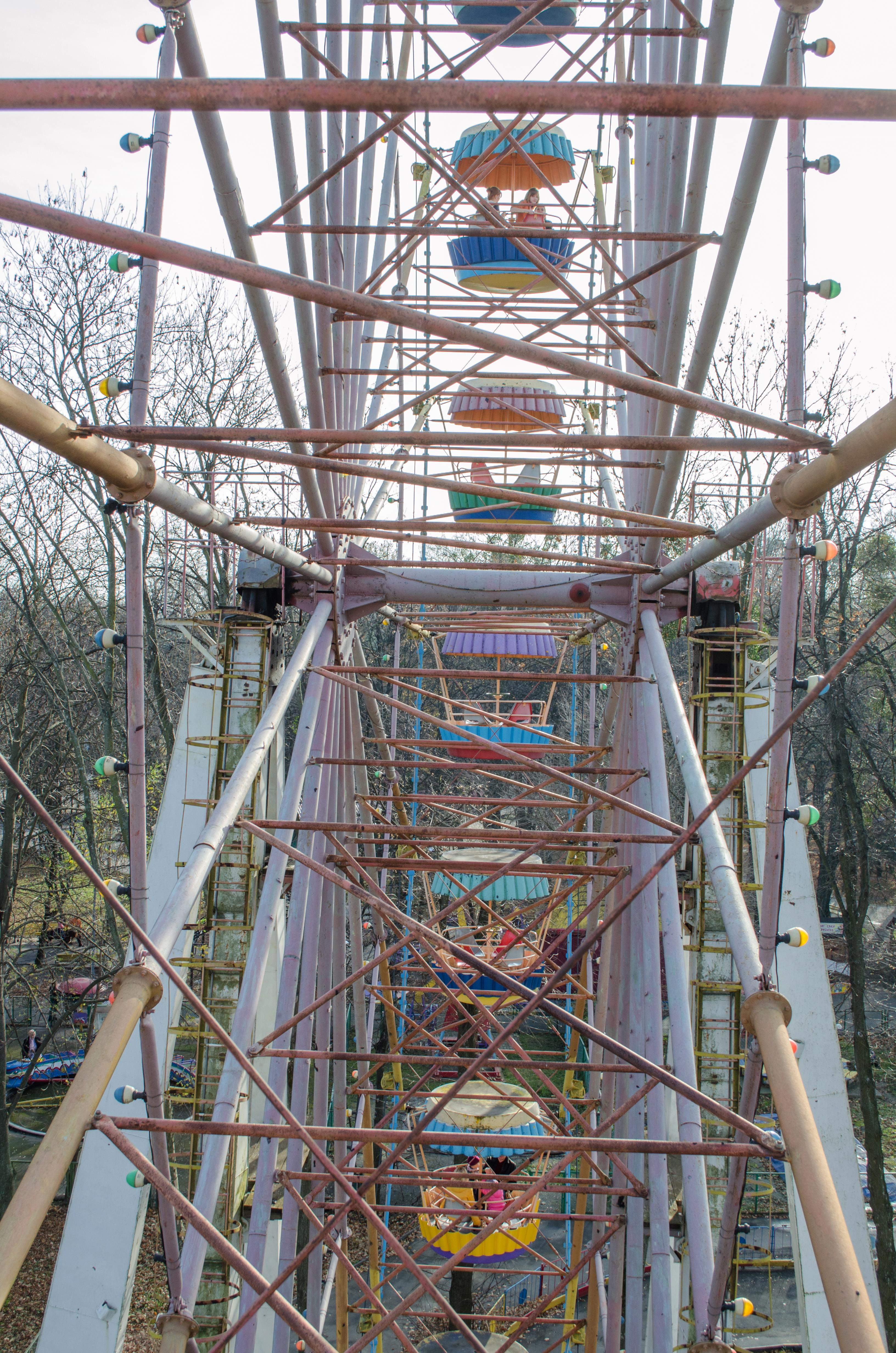
Колесо огляду
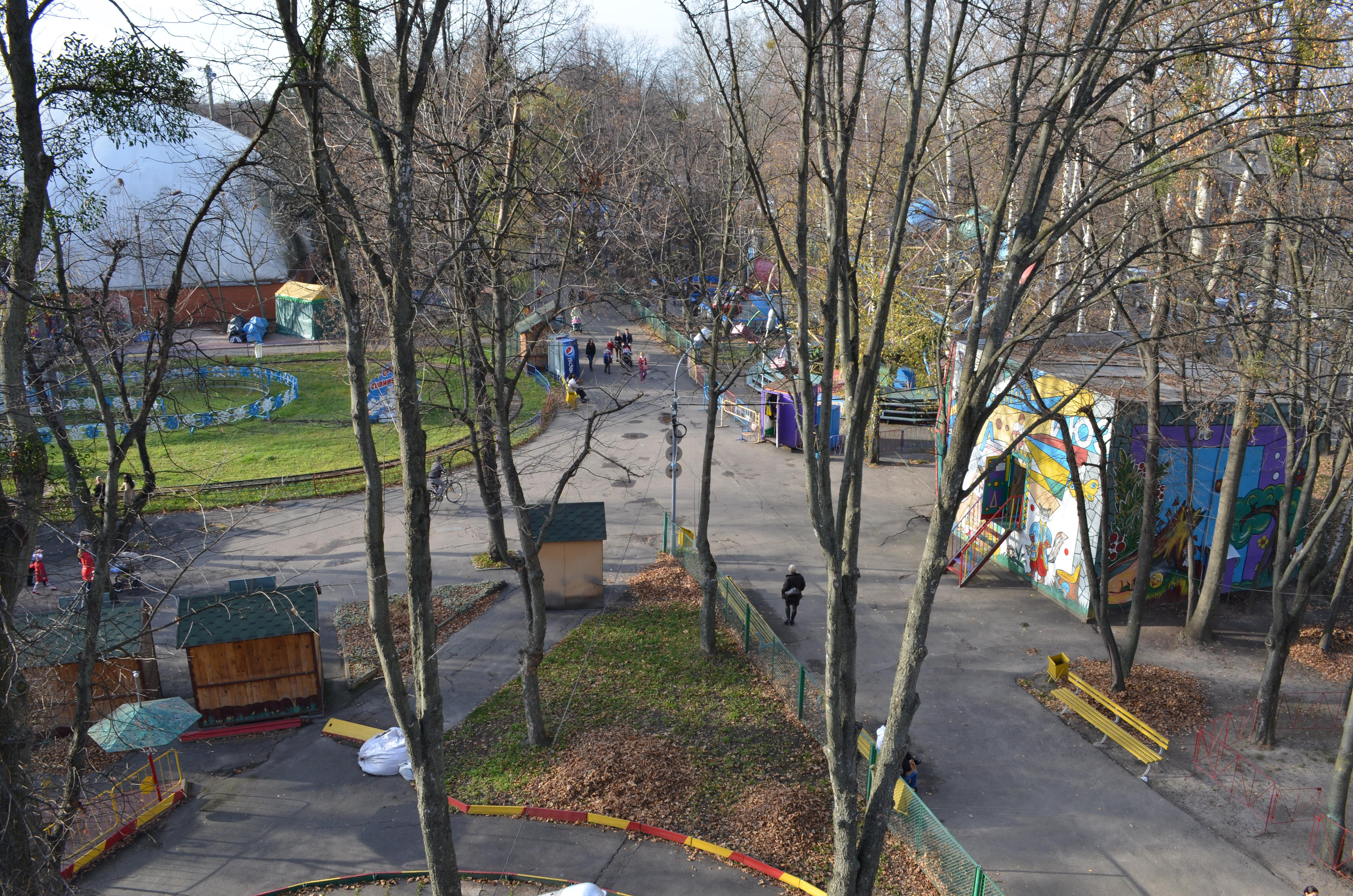
Вид з колеса огляду
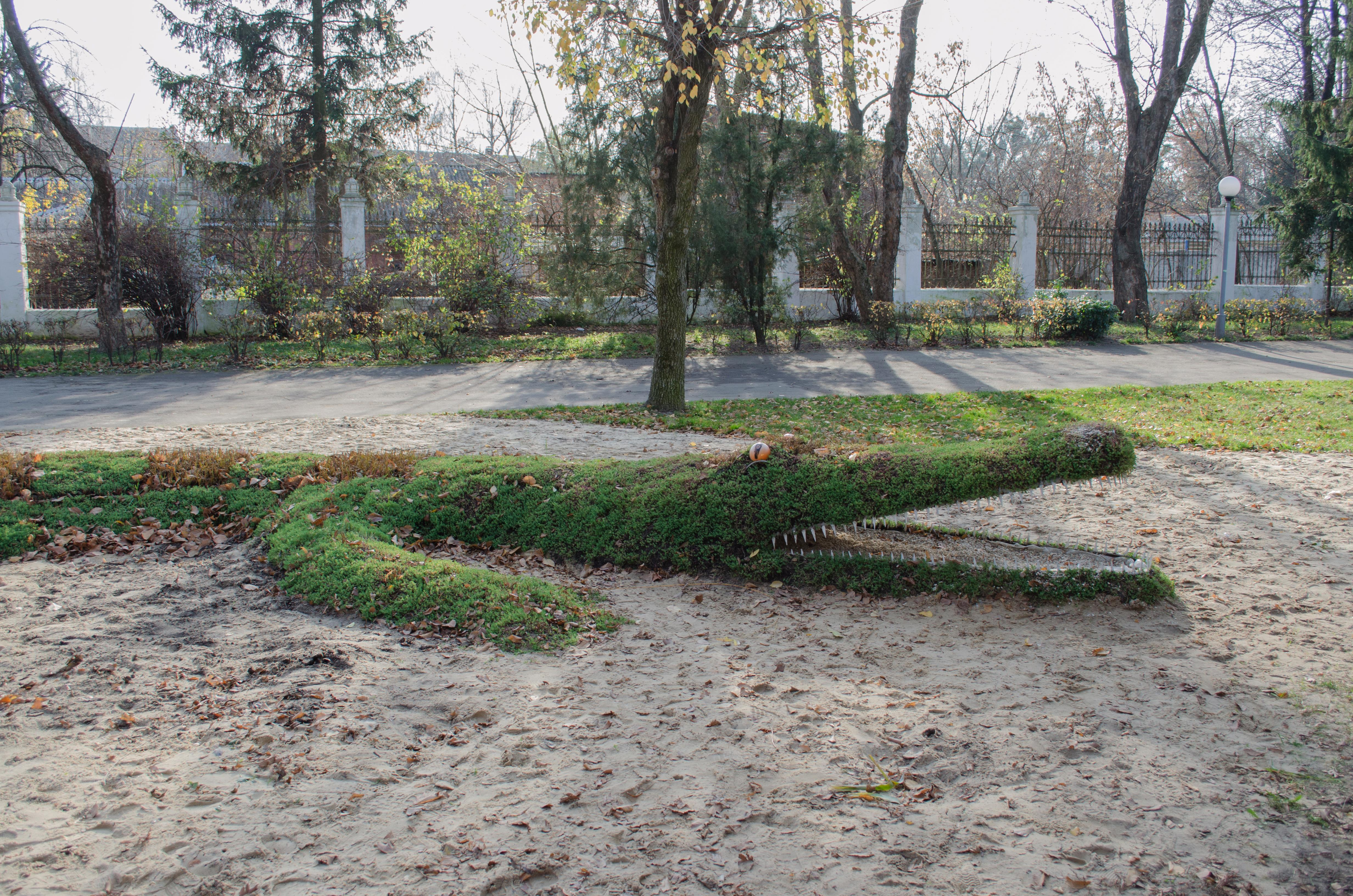
Клумба «Крокодил»
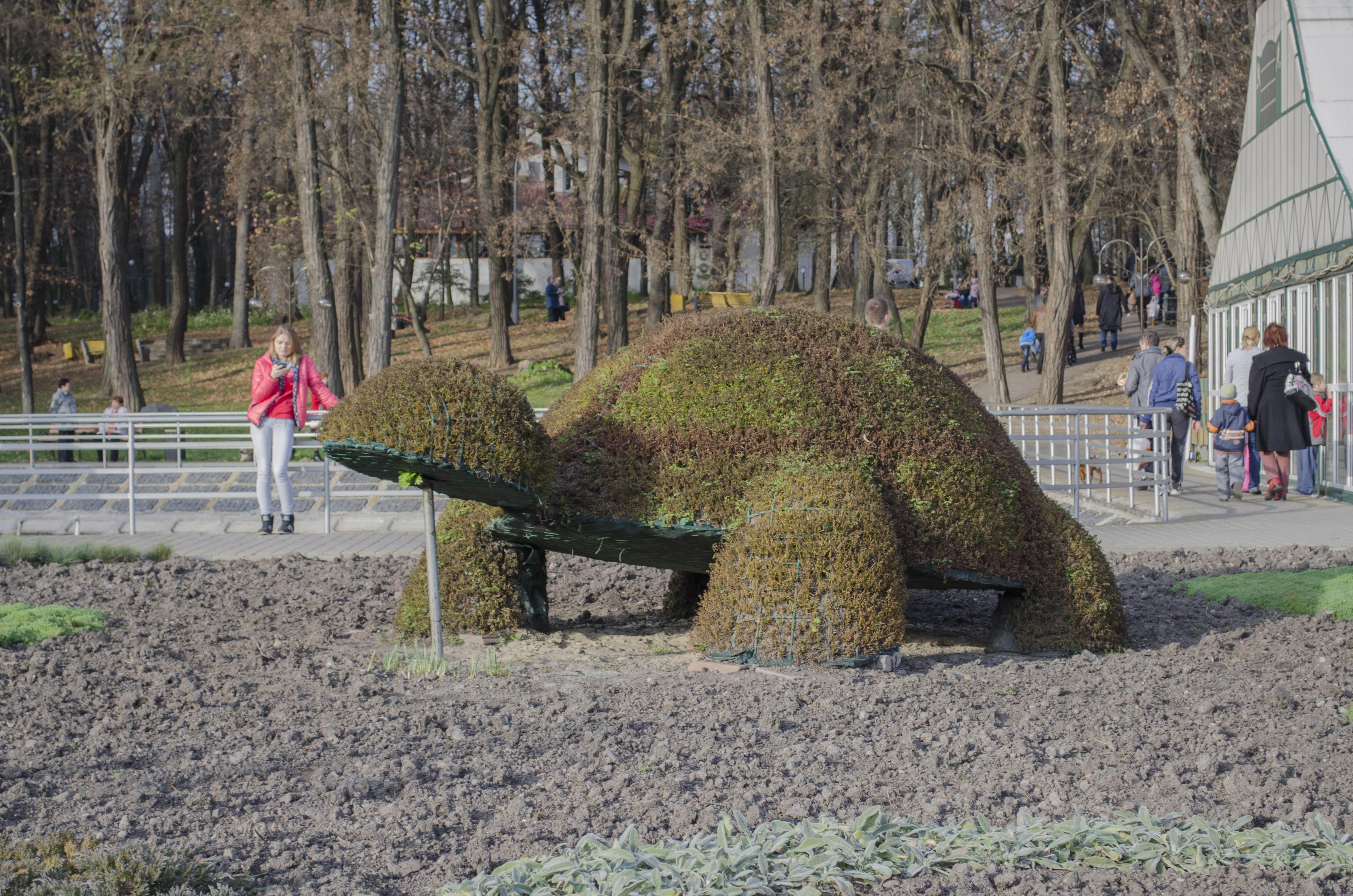
Клумба «Черепаха»
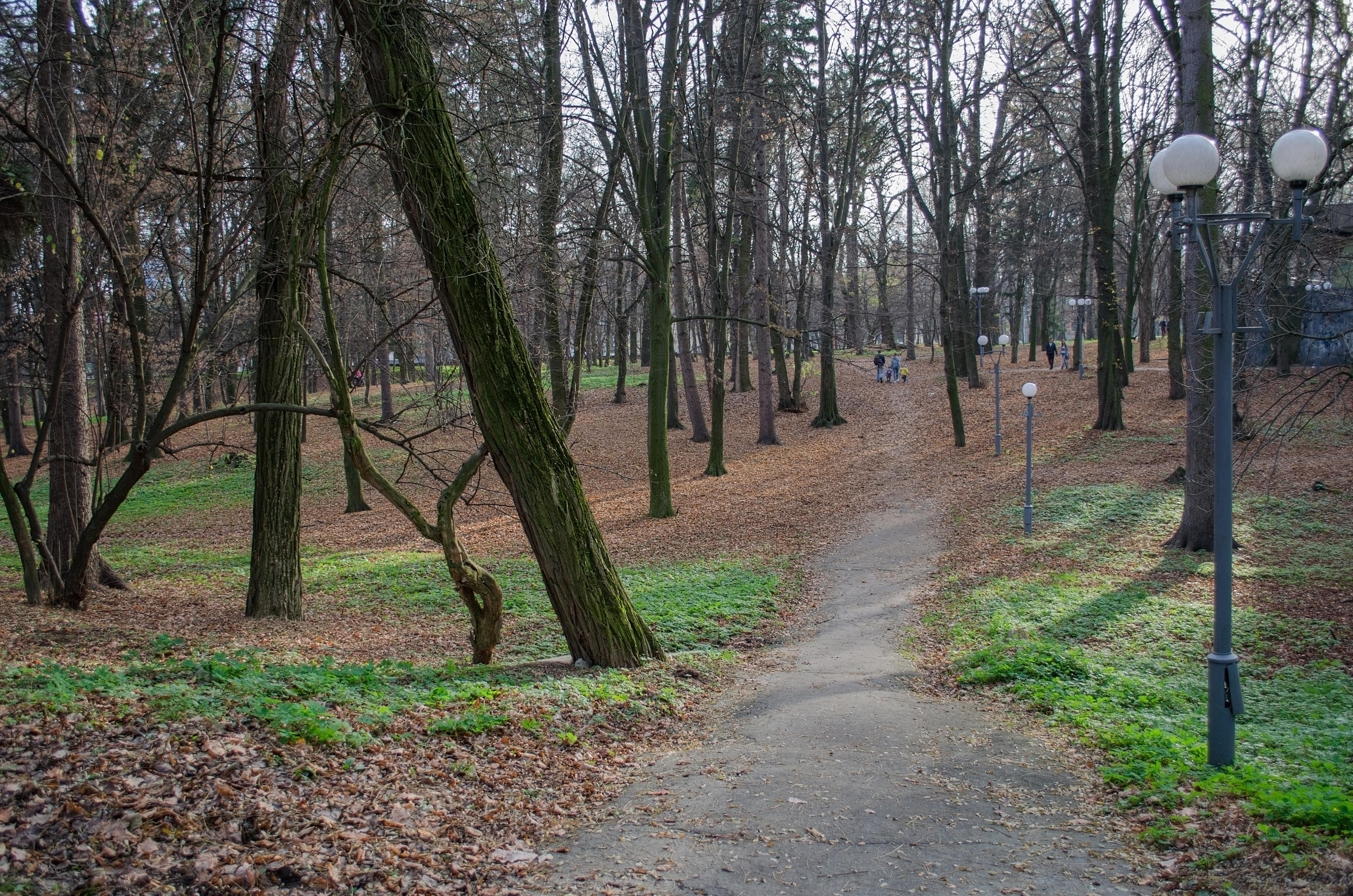
Одна з алей
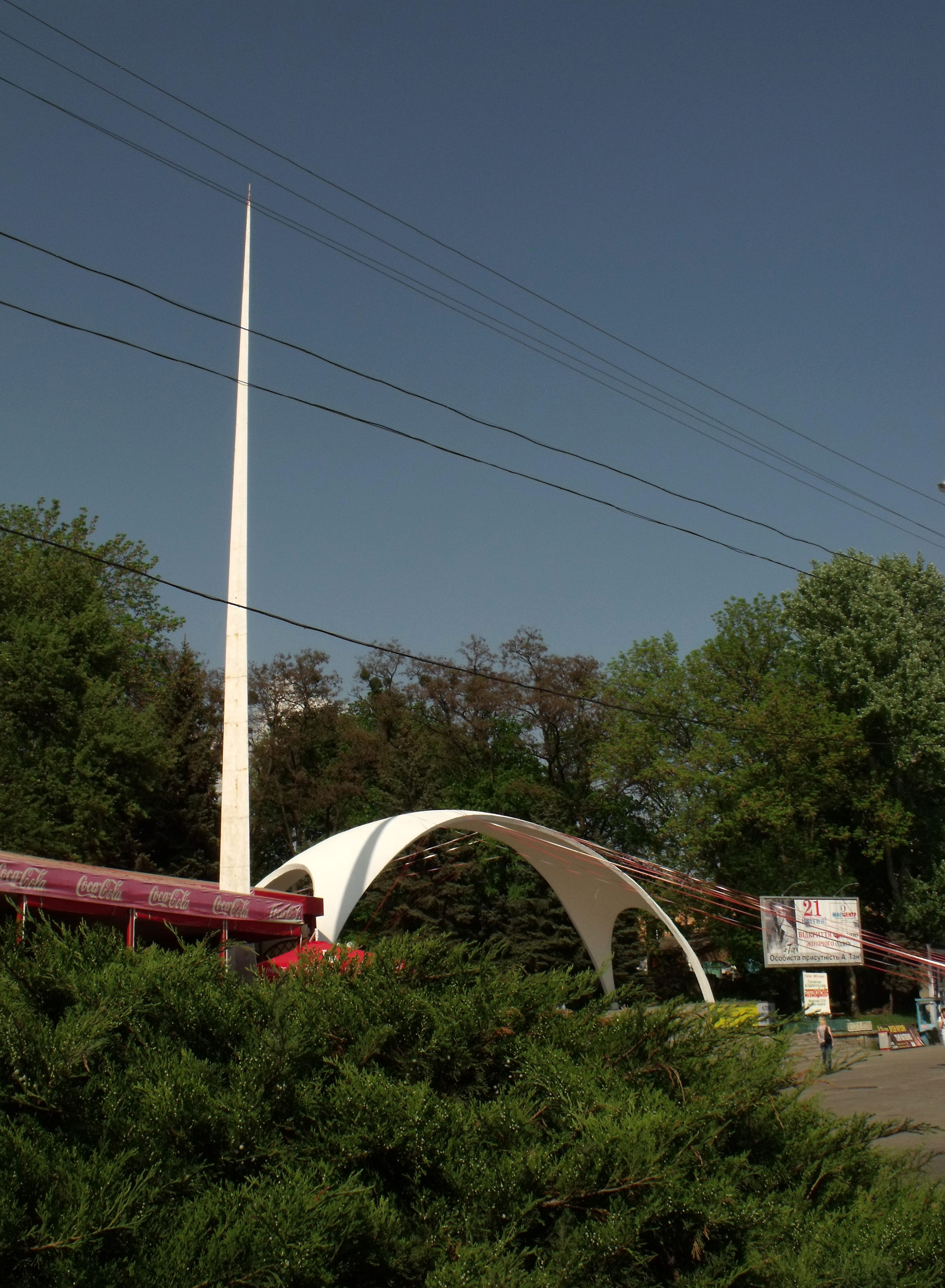
Центральна вхідна група в парк з пл. Гагаріна (Вінницька арка)
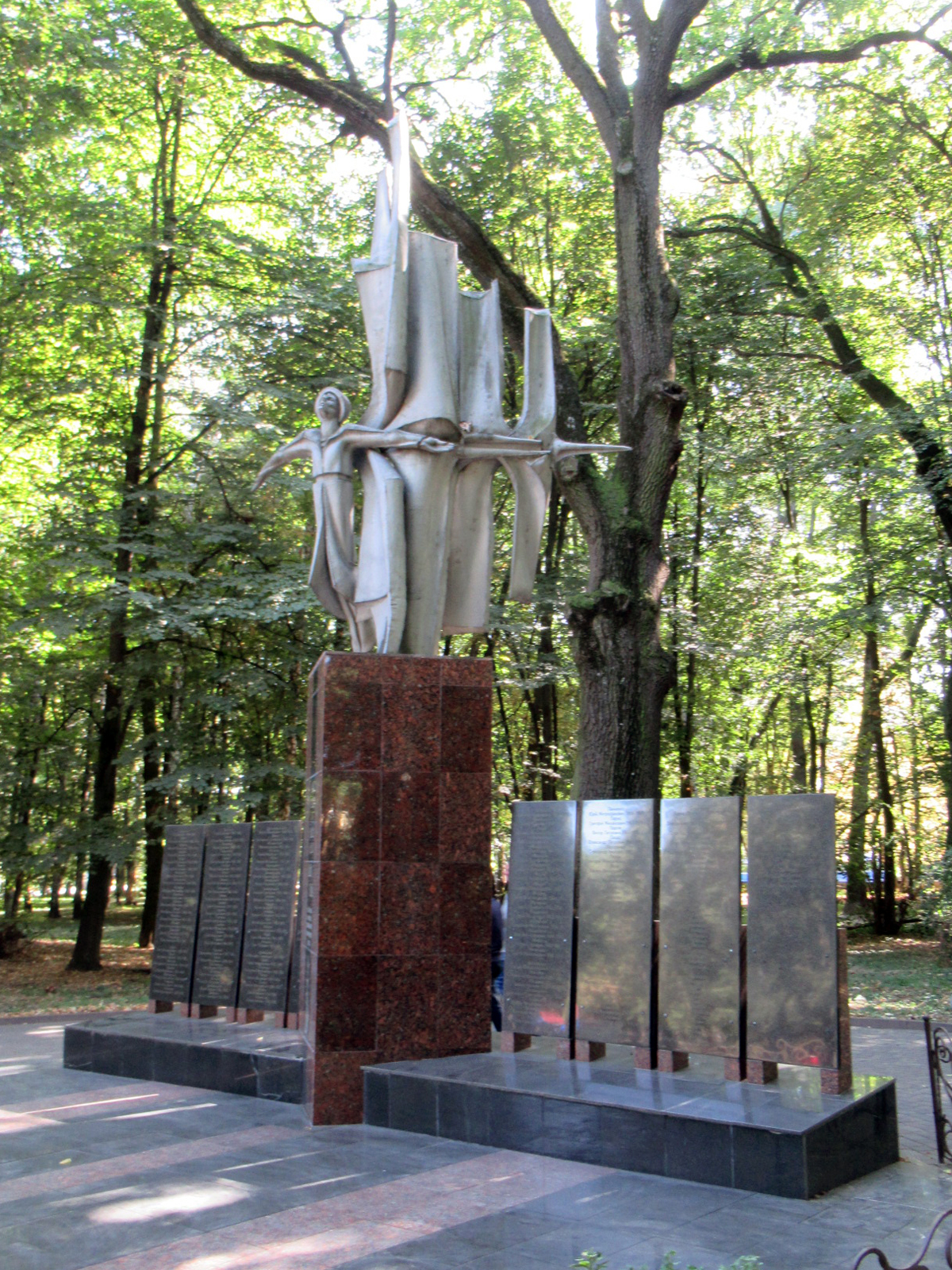
пам'ятник воїнам-афганцям, 1994, скульптор Ю. Козерацький та архітектор А. Жданов

## Виноски
1. 1 2  [Вінницька область] Перелік територій та об'єктів природно-заповідного фонду загальнодержавного та місцевого значення в розрізі адміністративно територіальних одиниць. Єдиний державний вебпортал відкритих даних. 22 лютого 2016. Архів оригіналу за 2 вересня 2017. Процитовано 1 вересня 2017.
2. ↑  Уряд України схвалив перейменування п'яти парків і заказника в рамках декомунізації. Архів оригіналу за 12 жовтня 2020. Процитовано 9 жовтня 2020.
3. ↑  Царенко, С., Вінницький центральний парк-пам'ятка / С. Царенко // Архітектурна Вінниця: час, простір, особистості. Альманах. — Вінниця: ПП «ПРАДА АРТ», 2012. — С. 41 — 51.
4. ↑  Где раньше в Виннице были кладбища?. www.myvin.com.ua. Процитовано 27 вересня 2023..
5. ↑  Місце розваг та злочинів НКВС — історія Центрального парку Вінниці - vinnytsia.name (укр.). 7 вересня 2022. Процитовано 27 вересня 2022.
6. ↑  Городських, О., Денисова, Л., Волошина, Т., Історико-пошуковий проект «Творці архітектури Вінниці» / О. Городських // Архітектурна Вінниця: час, простір, особистості. Альманах. — Вінниця: ПП «ПРАДА АРТ», 2012. — С. 108—128.
7. ↑  Спекотне літо містяни можуть провести на ковзанах[недоступне посилання з червня 2019] // інф. за 12 травня 2008 року на www.myvin.com.ua «Моя Вінниця», інформаційний портал [Архівовано 22 червня 2009 у Wayback Machine.]
8. ↑  Клименко, Ю. О., Зміни насаджень старовинних парків-пам'яток садово-паркового мистецтва Вінницької області / Ю. О. Клименко // ISSN 0372-4123. Укр. ботан. журн., 2010, т. 67, № 2